# Oudendijk (Strijen)
Pour les articles homonymes, voir Oudendijk.
Oudendijk est un hameau de la commune néerlandaise de Hoeksche Waard, dans la province de la Hollande-Méridionale.